# 今村氏
今村氏（いまむらし）は、日本の氏族である。今村とは「新しい村」を意味し、全国に散見されるが、特に九州地方に多い。

## 概要

### 筑後今村氏
筑後今村氏は、筑後宇都宮氏族で蒲池氏の庶流である。筑後太守蒲池義久の次男蒲池大隅が今村氏を名乗り今村大隅より筑後宮園城城主となる。
筑後宇都宮氏系図によれば、
```
宇都宮貞泰
━
宇都宮貞久
━
宇都宮懐久
━
蒲池久憲
━
蒲池義久
━
蒲池大隅
(今村)━今村瀬兵衛━今村薩摩━今村覚盤
```

江戸時代末に入り、柳川藩の幾尾姫を受けるために柳川藩に仕官した。当時柳川藩には一族の今村氏が家来となっていたため、立花家の家老格の江崎氏の名籍を継ぐ。今村一族は鎌倉時代より現在まで筑後に住んでおり、江崎氏は現在もみやま市の広安館跡に住する。なお宮園城趾は広安館の南にある東照寺境内にあった。
『筑後武士』の著者である江崎龍男はその子孫。家紋は左三つ巴、鷹の羽ふたつ等。

### 薩摩今村氏
薩摩今村氏は、藤原南家為憲流で肥後相良氏の庶流である。相良家6代当主相良定頼の次男頼刧の子孫が明応年間に薩摩国に下って今村氏を名乗り入来院氏に仕えたが、入来院氏の臣従に伴い、島津氏に仕える。家紋は五瓜に唐花、丸に木瓜、丸に違い鷹の羽等。

### 山城今村氏
山城今村氏は渋谷越を中心とした流通に立脚していた土豪である。細川京兆家の細川氏綱らの被官として活動し、今村浄久、慶満、政次らが著名である。